# Кельтерн
Кельтерн (нім. Keltern) — громада в Німеччині, знаходиться в землі Баден-Вюртемберг. Підпорядковується адміністративному округу Карлсруе. Входить до складу району Енц.
Площа — 29,83 км2. Населення становить 9051 ос. (станом на 31 грудня 2020).